# Kan Mi-youn
Kan Mi-youn (em coreano:  간미연; 2 de fevereiro de 1982) é uma cantora, modelo, apresentadora de rádio e designer sul-coreana. Kan foi a líder do lendário girl group Baby V.O.X. de 1997 a 2006. Após dissolução do grupo, Kan seguiu a carreira como artista solo.